# 安娜 (喬治亞州)
安娜（英語：Anna）是位於美國喬治亞州貝克縣的一個非建制地區。該地的面積和人口皆未知。

## 地理
安娜的座標為31°16′01″N 84°08′55″W / 31.26694°N 84.14861°W，而該地的平均海拔高度為49米（即161英尺）。